# ان در پوستسترابی
ان در پوستسترابی (به آلمانی: An der Poststraße) یک شهر در آلمان است که در زاکسن-آنهالت واقع شده‌است.

## خصوصیات
ان در پوستسترابی ۴۴٫۴۵ کیلومترمربع مساحت دارد.